# Эль-Монте (Калифорния)
Эль-Монте (англ. El Monte) — город, расположенный в округе Лос-Анджелес (штат Калифорния, США) с населением в 113 475 человек по данным переписи 2010 года.

## География
По данным Бюро переписи населения США Эль-Монте имеет общую площадь в 24,988 квадратного километра, из которых 24,766 кв. километра занимает земля и 0,222 кв. километра — вода. Площадь водных ресурсов составляет 0,89 % от всей его площади.
Город Эль-Монте расположен на высоте 91 метр над уровнем моря.

## Демография
По данным переписи населения 2010 года в Эль-Монте проживало 113 475 человек.
Средняя плотность населения составляла около 4541,2 человек на один квадратный километр.
Расовый состав Эль-Монте по данным переписи распределился следующим образом: 44 058 (38,8 %) — белых, 870 (0,8 %) — чёрных или афроамериканцев, 1083 (1 %) — коренных американцев, 28 503 (25,1 %) — азиатов, 131 (0,1 %) — выходцев с тихоокеанских островов, 35 205 (31 %) — представителей смешанных рас, 3625 (3,2 %) — других народностей. Испаноязычные или латиноамериканцы составили 69 % (78 317 человек) от всех жителей.
Из 27 814 домашних хозяйств в 52,3 % — воспитывали детей в возрасте до 18 лет, 54,2 % представляли собой совместно проживающие супружеские пары, в 19 % семей женщины проживали без мужей, 16,1 % не имели семей. 11,3 % от общего числа семей на момент переписи жили самостоятельно, при этом 5,5 % составили одинокие пожилые люди в возрасте 65 лет и старше. Средний размер домашнего хозяйства составил 4,04 человека, а средний размер семьи — 4,23 человека.
Население по возрастному диапазону по данным переписи 2010 года распределилось следующим образом: 32 234 человека (28,4 %) — жители младше 18 лет, 12 814 человек (11,3 %) — от 18 до 24 лет, 33 263 человека (29,3 %) — от 25 до 44 лет, 24 567 человек (21,6 %) — от 45 до 64 лет и 10 597 человек (9,3 %) — в возрасте 65 лет и старше. Средний возраст жителей составил 31,6 года. На каждые 100 женщин в Эль-Монте приходилось 100,9 мужчин, при этом на каждые сто женщин 18 лет и старше приходилось 99,4 мужчины также старше 18 лет.